# 謝奧赫爾縣

謝奧赫爾縣在比哈爾邦的位置以黑色標示

謝奧赫爾縣（Sheohar District）或称湿婆诃罗县（印地语，羅馬化：śivahara jilā），是印度東北部比哈爾邦的一個縣，面積444平方公里，識字率為56%，2011年人口656,916，人口密度每平方公里1,480人。行政中心位於谢奥赫尔。
“谢奥赫尔”是印地语、博杰普尔语县名“湿婆诃罗”在英语中的讹译，英语中偶尔也使用正确音译“Shivhar”。